# Scooby-Doo! misterios S.A.
Scooby-Doo! Misterios S.A. (Scooby-Doo! Mystery Incorporated como su título original) es la undécima reencarnación del dibujo animado Scooby-Doo y la primera serie de la franquicia en ser realizada totalmente en formato HD Widescreen. El programa fue producido por Warner Bros. Animation bajo originalidad de Hanna-Barbera Productions, como un homenaje y secuela de ¿Scooby-Doo dónde estás?, la primera serie de Scooby-Doo de 1969. El show cuenta con 2 temporadas y un total de 52 episodios emitidos por el canal de cable Cartoon Network durante un período de tres años en los Estados Unidos, desde su preestreno el 5 de abril de 2010 hasta culminar el 5 de abril de 2013 con un especial de una hora de duración donde se emitieron las dos últimas partes de una trilogía formada por los capítulos 50, 51 y 52 que concluyen el show. En España, la serie debutó el 1 de noviembre de 2010 por la variante local de Cartoon Network y después en el canal de televisión en abierto Clan, mientras que en América Latina el estreno se llevó a cabo el domingo 6 de marzo de 2011 a las 17:00 (dependiendo del país) por Cartoon Network.

«Esta adaptación de Scooby-Doo permite a los espectadores profundizar en la personalidad y la vida de los protagonistas de la serie. El aspecto general del show es más rico y sofisticado que nunca, con una animación preciosa y guiones multifacéticos que garantizan atraer a niños y adultos por igual».
Mary Ellen Thomas, vicepresidente de marketing y franquicias animadas de Warner Home Entertainment, sobre Scooby-Doo! Misterios S.A.

El programa cosechó un éxito considerable en índices de audiencia y fue ampliamente aclamado por la crítica, al punto que diversos medios (incluyendo la revista Forbes) lo consideran, hasta hoy, como «la mejor producción jamás hecha en la historia de Scooby-Doo» y «una de las mejores series animadas de los últimos 20 años». La serie recibió dos nominaciones consecutivas a los Kids' Choice Awards de Nickelodeon en la categoría Caricatura Favorita, fue difundida en sitios de streaming como Netflix y actualmente puede verse en su totalidad en el servicio digital HBO Max. Asimismo se retransmitió por CBBC en Reino Unido, Teletoon en Canadá, Boing en Italia, el Canal 5 en México, Frecuencia Latina en el Perú, TVes en Venezuela, Caracol Televisión en Colombia y Boomerang en América Latina.
Actualmente, Scooby-Doo! Misterios S.A. es la reencarnación de Scooby-Doo con el mayor número de capítulos en toda la historia de la franquicia hasta la fecha, y la única en establecer un arco argumental sólido que se expande a lo largo de sus 2 temporadas, con un inicio y un final marcadamente definidos. El último episodio consigue cerrar las tramas pendientes y dar un sentido global a la historia.

## Análisis general
Scooby-Doo! Misterios S.A. es un relanzamiento y continuación derivada de la serie original ¿Scooby-Doo dónde estás? de 1969, pero varía significativamente del resto de versiones producidas hasta ahora, siendo la primera en incluir un auténtico desarrollo y profundidad en la vida de los protagonistas, horror tanto físico como psicológico, un argumento dramático con crecientes momentos épicos y notables referencias a la cultura popular, cambiando el tono del show a uno más realista, serio y oscuro. En contraste con un ligero toque paródico a la franquicia pero siguiendo siempre la fórmula tradicional, el programa presenta un arco narrativo siniestro con giros inesperados, acción, una gran dosis de terror y un agudo sentido de humor irónico.
La serie está basada en las ideas iniciales de Joe Ruby y Ken Spears para ¿Scooby-Doo dónde estás? y en conceptos desarrollados por los creadores en los pilotos de 1969 Misteries Five y Who's S-S-Scared?, que combinaban misterios aterradores con problemas familiares y abocados a la adolescencia de los protagonistas. Así, se canonizan muchos elementos de la fórmula clásica de Scooby-Doo establecidos en la serie original, manteniendo el concepto primario intacto y respetando a los personajes, pero sin temor de añadirles nuevos aspectos nunca antes revelados, haciéndoles más interesantes para las nuevas generaciones. Adicionalmente, el programa le rinde tributo al género del horror parodiando diversas películas, series y cómics de todas las épocas, haciendo extenso uso de los trabajos de H.P. Lovecraft, las producciones de David Lynch, las novelas de Stephen King, la mitología babilónica y los modernos conceptos pseudocientíficos de Zecharia Sitchin. La serie es también una «carta de amor» a la era dorada de dibujos animados de Hanna-Barbera, compañía responsable de la creación de Scooby-Doo. Todos estos elementos marcan la diferencia con el resto de reencarnaciones, que buscaron modernizar el concepto y distanciarse del pasado, sin ocuparse de mejorar la premisa o caracterización de los personajes, un problema que impidió que la franquicia avanzara en el campo de la animación actual.
El programa encierra un oscuro enigma que conecta las distintas tramas de cada capítulo, creando una estructura argumental compleja a lo largo de toda la serie. Para esto, se añadieron personajes nuevos que existen en el show por una razón importante y forman parte de la historia, cuyas acciones afectan y alteran las decisiones de los personajes y tienen consecuencias directas sobre toda la franquicia Scooby-Doo como la conocemos. Dándole a los protagonistas un lugar fijo donde vivir y experiencias que atravesar, Misterios S.A. es la primera reencarnación de Scooby-Doo en darse a la tarea de definir el verdadero carácter de los protagonistas y sus respectivas motivaciones, y la primera serie animada en sacar a la luz las relaciones entre los personajes, que ahora son libres para crecer, cambiar y evolucionar. Así, por ejemplo, Fred lidia con la tristeza de tener un padre más preocupado por ganar dinero que criar a su propio hijo, intentando hallar su identidad como persona y confiar más en quienes lo rodean, pese a las traiciones que sufre a lo largo de la serie. Daphne vive a la sombra de sus hermanas mientras sus padres le exigen que deje de resolver misterios y se dedique a algo productivo. Por otro lado, la confusión que siente Vilma al ocultar su relación romántica con Shaggy, sumada a la actitud sarcástica natural del personaje y su determinación por resolver misterios, la convierten en el retrato más fidedigno de una detective adolescente femenina que pueda existir en la vida real. De esta forma los personajes pasan de ser estereotipos unidimensionales a personas reales cuyas vidas se transforman en el curso de la historia, explorando con madurez sus personalidades, necesidades, deseos y tensiones.
La serie se caracteriza por su marcado formato de culto, el uso de numerosos personajes bien detallados, sus múltiples líneas argumentales que convergen en una estructura compleja, la riqueza de su universo y sus elementos tensionales y dramáticos, con un estilo atrapante inspirado en otros seriales de investigación y misterio como Supernatural, Veronica Mars, Buffy la cazavampiros, True Detective, Fringe y Los expedientes secretos X. De hecho, Tony Cervone, cocreador de la serie, la describió como una versión juvenil de Lost.

«Podríamos considerarlo una especie de Lost pero para chicos. Yo siempre pensé que ¿Scooby-Doo dónde estás? tenía una gran premisa subyacente, oculta bajo lo que veíamos. He disfrutado todas las reencarnaciones a lo largo de los años, sobre todo la serie de 1969, cuyas 2 temporadas son el Scooby-Doo original. Así que me senté y pensé: ¿Qué haría yo si tuviera la oportunidad de hacer este programa hoy, en tiempos modernos? ¿Cómo sería?
Mi respuesta fue: No cambiar demasiado la premisa original. pero sobre todo no cambiar nada en absoluto. Tratar a la serie original con el respeto que se merece, y ver qué pasa. Lo primero que Spike [Brandt] y yo hicimos fue preguntarle a la gente cuántos años creían que tenían los protagonistas, y nos dieron respuestas muy diferentes: unos creían que eran adolescentes, otros que estaban en la universidad, hubo chicos que creían que eran mayores, como de 30. ¡Pero realmente se supone que son chicos entrometidos, adolescentes!».
Tony Cervone, supervisor de producción de Scooby-Doo! Misterios S.A.

Valiéndose de la vasta historia de la franquicia, Misterios S.A. construye un universo sólido donde los personajes pueden interactuar, crecer y madurar, diferenciándose del resto de versiones de Scooby-Doo hechas con anterioridad, que servían únicamente como entretenimiento simple, inconexo e infantil. En este sentido, los productores desarrollaron a la pandilla viendo de nueva cuenta la serie original y buscando formas de hacerlos ver realmente como adolescentes. Esto les sirvió para contar el sinuoso proceso de autodescubrimiento de los personajes, retratando sus peripecias, vidas familiares, crisis existenciales y romances típicos en la etapa juvenil. Mitch Watson, escritor principal de la serie, afirma que «Para nosotros ellos son estudiantes de secundaria, y los chicos colegiales tienen romances. Y usualmente estos romances nacen del corazón de las chicas, ya que ellas maduran más rápido». Así, las relaciones familiares, afectivas y amicales de los personajes cambian y avanzan conforme buscan la verdad, con secretos, preguntas, revelaciones y consecuencias que afectan a los protagonistas, en un marcado desarrollo constante que enriquece las tramas de ambas temporadas. Como indicador principal del formato serializado propio del programa, el nombre de cada episodio es precedido por el número de capítulo que se presenta, siendo esta la naturaleza de las historias o sagas literarias con fuerte continuidad, que se dividen en capítulos o 'Chapters' en inglés.

«Notarán que hemos puesto la palabra "Capítulo" o "Chapter" al inicio de los títulos de los episodios y eso es por una razón: Significa que ustedes pueden volver a ver la serie en cualquier punto que quieran, pero la disfrutarán más si siguen la historia a lo largo de los 26 capítulos, porque así irán en un viaje con los personajes, descubriendo este gigantesco misterio del cual ya se está especulando mucho en internet, y nadie está siquiera cerca de descifrarlo todavía».
Mitch Watson, en el panel de Scooby-Doo en la Comic-Con 2010.

## Trama
Un pueblo pequeño y tranquilo, Cueva Cristal (Orange County, sur de California) cuenta con una larga historia de avistamientos de fantasmas, duendes, posesión de demonios y otros sucesos paranormales. En esta ciudad, han nacido y crecido 4 adolescentes junto a sus familias: Fred Jones, Daphne Blake, Vilma Dinkley, Shaggy Rogers y por supuesto, el gran danés Scooby-Doo, siempre unidos por su espíritu entusiasta y la inquebrantable amistad que existe entre ellos.
Siendo esta una continuación de la serie original, retrata a la pandilla como se los vio en ¿Scooby-Doo dónde estás?: los chicos son mejores amigos, asisten a la escuela preparatoria y durante las vacaciones de verano, salen a viajar por todos lados en su camioneta, la Máquina del Misterio. Además, en su tiempo libre, van a la fuente de sodas a tomar helados, acompañan a su amiga Angel Dynamita mientras conduce su programa en la estación de radio K-Ghoul o pasan tiempo divirtiéndose en las playas que rodean su ciudad, ubicada en la costa de California. Pero su afición más grande consiste en investigar y resolver misterios, y Cueva Cristal se ha hecho famosa por su historial de extrañas desapariciones y ataques de monstruos que la convierten en destino fijo para millones de turistas, ansiosos de recorrer sus museos y presenciar lo sobrenatural. Debido a que el pueblo necesita la industria del turismo para mantener su nombre de «el lugar más encantado de la Tierra», a los ciudadanos no les agrada que unos adolescentes prueben que todo es falso, arruinando el negocio. Esto los lleva a tener problemas con las autoridades del pueblo, sobre todo con el padre de Fred (alcalde de la ciudad), el siempre enojado Sheriff Bronson Stone que está harto de que unos chicos le quiten el trabajo, e incluso con sus propias familias que no los quieren juntos. Los padres de Vilma son dueños del museo encantado del pueblo, donde se exhiben los trajes de las criaturas sobrenaturales que la pandilla capturó en Cueva Cristal durante sus vacaciones (el Minero 49, Charly el robot encantado, el fantasma de cera, el capitán Cuttler, etc) y obligan a su hija a trabajar lucrando como ellos, sabiendo que los monstruos no son más que gente disfrazada con complejos planes para realizar actividades criminales, movidos por la codicia, la venganza o la ambición de poder. Sin embargo, el hallazgo casual de un medallón en las alcantarillas lleva a los chicos a descubrir un gran secreto, escondido en el pasado de la ciudad. Siguiendo pistas y claves crípticas dejadas por un extraño y siniestro personaje conocido como «el Señor E», la pandilla se halla atrapada en medio de un enigma que lleva décadas sin resolverse: la desaparición de cuatro chicos y su mascota, quienes también resolvían misterios y se hacían llamar «Misterios S.A.», y la horrible maldición de Cueva Cristal, que según las palabras del Señor E, ahora también ha caído sobre ellos. Esto presenta una amenaza constante a la vida de los protagonistas, pues podrían sufrir el mismo destino que los jóvenes desaparecidos si no dejan de buscar la verdad.
Además de hacer frente a los adultos de su entorno, los chicos también entran en conflicto con los propios dilemas emocionales que surgen al interior del grupo, atravesando un proceso de crecimiento que los lleva poco a poco a la madurez: problemas amorosos y romances secretos se tejen entre ellos; conflictos personales, frustraciones y miedos ocultos que lograrán separarlos o tal vez unirlos más: Shaggy y Vilma llevan meses siendo novios, pero aún no sienten la confianza necesaria para revelárselo a los demás. Shaggy, en especial, tiene miedo de que si le dice a Scooby que está enamorado de Vilma, éste pueda enojarse y hasta resentirse con él, debido al carácter protector propio de su amigo canino. Con Shaggy nervioso, Vilma ansiosa por demostrarle que lo ama, y Scooby que no entiende bien lo que sucede, se forma un triángulo amoroso que actúa como uno de los ejes realistas de la serie. Su romance, aunque frustrado por su inexperiencia en el amor y su orgullo para admitir lo que sienten, les enseña a valorarse y crecer como personas hasta poder volver a amar. Por otro lado, Daphne lucha por mantenerse útil, bella y optimista mientras le abre su corazón a Freddy, el líder de la pandilla. Aunque distraído por su pasión de resolver misterios y armar trampas, Fred aprende a sacrificar las cosas que cree importantes por la pureza del amor que siente por Daphne, mientras lidia con su imposibilidad de expresar sus sentimientos y sus dificultades para mantener el control de lo que le rodea. A lo largo de la serie, el grupo descubre que el mundo no es tan perfecto como creían, que a veces es importante perdonar y, sobre todo, que el amor entre ellos es lo más fuerte que existe.
El show presenta una estructura y un ambiente mucho más realista y desafiante. Impulsados por la curiosidad, los chicos investigan cada circunstancia misteriosa, esta vez con una mentalidad más abierta e interrogativa: deben buscar pruebas en un mundo lleno de adultos en quienes no pueden confiar del todo, que les mienten y usan la superstición para asustar a los demás, interesados en mantener a Cueva Cristal en el mapa turístico. Esto les lleva a dudar de sus habilidades e incluso cuestionar su propia amistad y la razón de por qué desean estar juntos como equipo. Separados y unidos, en medio de traiciones y alianzas inesperadas, los protagonistas buscan respuestas a lo desconocido, sabiendo que algo malo ya les ha sucedido a otros por hacer exactamente lo mismo. Fuerzas ocultas, rastros dejados por los conquistadores españoles que fundaron el pueblo, y 6 piezas de un antiguo objeto alquimista, el Disco Planisférico, acercan al grupo a la verdad enterrada bajo Cueva Cristal, mientras voces del pasado susurran la palabra Nibiru. Un horrible destino oculto durante siglos transformará la realidad, desafiará a la pandilla y pondrá al mundo a merced de la maldad completa, alterando todo lo que hasta ahora han conocido y dejando a todos los que aman al borde de la muerte.
Además de ser una historia que muestra a profundidad el proceso de autocrecimiento, sentimientos y retos personales de los protagonistas —cuya forma de pensar cambia en el transcurso de la trama— la serie toca también temas tan variados como la historia de California, los altibajos de la política, la existencia de otras realidades, el sufrimiento, la decepción, la avaricia, el rol de la paternidad y la familia en la actualidad, la importancia de la lealtad, el amor y la amistad en una sociedad corrupta, mostrando las consecuencias reales de lo que ocurre cuando estos valores se pierden. A lo largo de ambas temporadas, la serie desarrolla distintas subtramas y características en el marco de un paisaje crudo, realista y visceral.

## Personajes principales

### Fred Jones
Frederick "Fred" Jones (Freddy) es el líder no oficial de Misterio a la Orden. Es un adolescente de 17 años de edad, de complexión fuerte y pelo rubio. Siempre lleva un suéter blanco con una camisa azul por debajo, pantalón azul, zapatos marrones y un pañuelo naranja alrededor del cuello.
Sus rasgos más característicos se mantienen, como su pasión por resolver misterios, su capacidad de deducción, su valentía y el amor que siente hacia sus amigos y las trampas. No obstante, el personaje tuvo una importante evolución en esta serie. Basados en el material original, los escritores y creadores observaron que a Fred realmente le apasionaba construir las trampas para capturar a los villanos, algo que hacía en la mayoría de episodios del programa de 1969. Así, Fred convierte el simple arte de construir trampas en su dedicación y pasatiempo, evaluando su resistencia, su resultado estratégico y funcionamiento técnico, lo cual implica un gran nivel de conocimiento en física y una gran inteligencia. Pero su afición de construir trampas esconde un trágico trasfondo, importante en el desarrollo de la trama: mientras que programas anteriores le agregaron momentos cómicos únicamente para crear humor, esta reencarnación realza una de sus cualidades originales en favor de definir el carácter personal de Fred, y termina ligándola con los problemas interiores que surgen en él como líder del grupo, su ingenuidad por tener cerca a sus amigos, sus temores ocultos, su obsesión por no perder a sus seres queridos y reprimir sus sentimientos, convirtiéndolo en el personaje más emocionalmente complejo del show.
Explicando el desarrollo de Fred y su personalidad, el escritor Mitch Watson comentó: «Siempre pensamos que Fred tenía una visión muy simple del mundo que lo rodeaba: él estaría con sus amigos para siempre, al terminar la secundaria ellos irían a la universidad juntos, y después de graduarse todos vivirían en la misma casa juntos por el resto de sus días, y sus vidas siempre girarían en torno a resolver misterios (y en el caso de Fred, construir trampas). Pero, a lo largo de los capítulos, él empieza a darse cuenta de que tal vez hay algunas otras cosas en la vida».
Así, conforme avanza el show, se revela que la personalidad ingenua de Fred se debe a que no tuvo una infancia del todo agradable, debido a la ausencia de una figura materna y a la rectitud de su padre el alcalde, a quien él admira y quiere a pesar de todo. Por ello, Fred desea convencerlo de que sus ansias de buscar respuestas son algo importante para él, más que propagar leyendas y hacer dinero con monstruos que no son reales. Al principio de la serie, Fred lucha consigo mismo para ocultar sus sentimientos hacia Daphne, pues el amor es algo completamente confuso y desconocido para él. Además, teme que una relación romántica pueda afectar la dinámica del grupo a largo plazo. Eventualmente, Fred se da cuenta de que también está enamorado de Daphne y permite que ella le ayude a descubrir su carácter sensible y aprender a confiar otra vez.

«Daphne ve al verdadero Fred, ella realmente piensa que él es un genio. Y Fred no es tonto. Nosotros de hecho pensamos en él como una persona realmente inteligente. Él tiene una forma única de ver el mundo: para él todo se trata de misterios, trampas y amistad, – todo muy simple. Y Daphne comprende eso, porque ella se ve a sí misma como la única persona capaz de entrar en su mundo, ya que ella lo entiende».
Mitch Watson, sobre Fred y Daphne.

### Daphne Blake
Daphne Blake es una alta y esbelta chica pelirroja de 16 años, a quien le entusiasma resolver misterios y pasar tiempo con sus amigos. Tiene cabello largo que le pasa los hombros, sus ojos son de color púrpura, usa un minivestido morado, zapatos y pantimedias rosa y una bufanda verde. Es curiosa, asustadiza, vanidosa, amable, confiable, torpe y, según los personajes, una mujer seductora. A diferencia de shows anteriores donde se alteró su personalidad para darle habilidades o recursos (como usar cosméticos para salir de problemas o aprender artes marciales), esta serie no le hace ningún cambio y deja al personaje en su estado más clásico. Valiéndose de su intuición, energía y capacidad de liderazgo para contribuir al equipo, Daphne despliega una fortaleza interior más definida, pues no teme defenderse de los demás, aunque sigue viendo lo mejor en la gente que la rodea. Mencionando los rasgos más característicos del personaje, Tony Cervone destaca: «Daphne es inteligente, Daphne encuentra pistas, Daphne no le tiene miedo a nada, de hecho es el personaje que menos esconde sus temores y sentimientos en la serie. Ha habido muchos cambios con Daphne a lo largo de los años, pero la nuestra hace la diferencia. Queríamos que ella fuera tierna, lista y valiente, y creo que la verán de esa manera durante los episodios».
Aunque proviene de una familia de clase alta, es una chica de exuberante belleza, Daphne no tiene la personalidad hipócrita o superficial de la gente de su clase, y es más bien sincera, honesta y en ocasiones es quien pone las cosas en orden cuando es necesario. Trabaja como niñera en su tiempo libre, posee una habilidad natural para el canto y es extremadamente adicta al chocolate. Por otro lado, Daphne también ha demostrado ser rencorosa, insensible e incluso manipuladora cuando es lastimada, rompiendo la idea de comportarse de forma ingenua como en la serie original. No es tan lista como sus hermanas, que tienen carreras exitosas mientras que ella aún está en la secundaria, por lo que se dedica a resolver misterios en un intento por sobresalir y diferenciarse de sus congéneres.
Otro de los rasgos característicos de Daphne es el amor que siente hacia Fred, siendo ambos considerados una superpareja en el fandom de la franquicia Scooby-Doo a lo largo de los años. Misterios S.A. es la primera serie en canonizar de forma oficial este romance, explorando con seriedad la relación amorosa entre Fred y Daphne de tal forma que los televidentes puedan identificarse con ellos. Pese a que inicialmente Fred no logra corresponderle del todo debido a que le es difícil expresar sus sentimientos, ella no duda en manifestar abiertamente que está enamorada de él. A mitad de la primera temporada, Fred se percata que también está enamorado de ella y empiezan una inestable aunque duradera relación de pareja. A lo largo de los episodios, Daphne le demuestra a Fred que cree en él, lo apoya en todo momento y le hace ver que es posible alcanzar sus sueños.

«Acuñamos una palabra para describir a cada personaje, y en el caso de Daphne, esta fue «corazón». Daphne es el corazón y alma de la pandilla. Ella es una persona buena y, si uno ve la serie, notará que proviene de una familia adinerada. Tiene 4 hermanas, cuyos nombres empiezan con la letra 'D', y todas son perfectas: Daisy es doctora, Dawn es modelo, Dorothy es piloto de autos de carreras y Delilah es General de la Marina. Por eso sus padres la miran como alguien que debe encajar y seguir el ejemplo de sus hermanas, y no entienden por qué su hija ha elegido dedicar su vida a resolver misterios, y especialmente a andar con alguien como Fred, que es de una posición más baja. Así que Daphne es como la dulce alma de la pandilla, siendo la fuerza que los mantiene unidos».
Mitch Watson, sobre el rol de Daphne en el programa.

### Vilma Dinkley
Vilma Dinkley es una chica bajita de 15 años, con una inteligencia notablemente superior a la de cualquier persona de su entorno. Es capaz de retener gran cantidad de información que luego usa para estudiar los casos, valiéndose del conocimiento científico para descifrar el misterio y sacar conclusiones rápidamente. Como en las series originales, aparece con cabello castaño corto, usa un suéter anaranjado, falda roja, zapatos del mismo color con calcetines naranja, y lleva sus siempre presentes anteojos negros sin los cuales no puede ver nada, y que ocultan sus ojos verdes.
Misterios S.A. revela la personalidad interna de Vilma en todas sus facetas: desde su parte femenina y cariñosa hasta su lado más analítico, frío y calculador, manteniendo el sarcasmo que la caracteriza. Según explica Tony Cervone, la intención era retratar a Vilma como fue originalmente creada en 1969, debido a que ningún otro guionista la había retratado de esa forma nunca.

«Revisamos el material escrito en el piloto de Scooby-Doo ¿dónde estás? y decía que Fred y Shaggy tienen 17 años, Daphne tiene 16 y Vilma 15. ¡Es dos años menor que los demás! ¡Nos quedamos en shock, porque nadie ha retratado a Vilma como una adolescente de 15 años jamás! Y de hecho, en los bocetos originales de Iwao Takamoto se nota que el suéter le queda muy grande, evidenciando que la intención era retratarla como la más pequeña de todos, pero ese sentimiento se perdió. Además, yo siempre pensé que Vilma era novia de Shaggy, así como Daphne es novia de Freddy. Y si miramos Scooby-Doo ¿dónde estás? hay escenas de Shaggy y Vilma bailando juntos, así que hay razón para creer que ambos eran pareja en esa serie».
Tony Cervone y el escritor Paul Dini sobre Vilma.

En este programa, Vilma y Shaggy están juntos y sostienen un noviazgo a espaldas de la pandilla, algo que la hace sentir insegura pues no le agrada la idea de que Shaggy y ella mantengan secretos de sus amigos, además de sentirse un poco mal porque Shaggy no puede disfrutar su amor libremente y, en cambio, elige pasar tiempo con Scooby-Doo. Por eso, cada vez que están juntos, Vilma es siempre quien toma la iniciativa y coquetea con Shaggy, mientras que este último es un poco más tímido. Vilma suele tomar decisiones apresuradas e incluso actúa de forma autodestructiva al intentar probar que es más lista que los demás, precisamente debido a su juventud e inexperiencia. En muchas ocasiones, tiende a cometer errores con facilidad, de los cuales acaba arrepintiéndose.
La relación cercana entre ambos personajes había estado presente en diversas reencarnaciones del programa, dándole a muchos televidentes la idea de que entre ellos existía una atracción platónica. La decisión de finalmente sacar a la luz su relación fue provocada no solo por la serie original sino también por los mismos fans de la franquicia, quienes así lo deseaban. El guionista Mitch Watson explicó que el equipo de la serie lo supo al entrar a internet y leer la gran cantidad de historias ficticias (fanfiction) de personas que querían a Vilma y Shaggy como pareja. Watson agrega que «esta era una forma de mostrarle a la gente que ésta sería una serie diferente de las anteriores».
La personalidad sarcástica de Vilma de la serie original, que había estado ligeramente ausente en las adaptaciones anteriores de Scooby-Doo, reaparece con mucha más energía, revelando un sentimiento de soledad y deseos reprimidos que deja relucir, entre otras cosas, sus complejos de inseguridad por su apariencia, su carácter marcadamente escéptico, y su aceptación final de que todo en la vida no siempre tiene una explicación racional o un sentido lógico.

«La idea [para la personalidad] de Vilma era hacerla más como una chica genial y adorable, metida en la onda de los comics, bastante sarcástica pero realmente inteligente, rápida y mordaz. Le gusta la música rock y las películas de terror, algo así como Juno de la película del mismo nombre.
Vilma es también la clase de chica que esconde o compensa todas sus inseguridades siendo un poquito dura en cuanto a sus relaciones interpersonales con Shaggy y con sus amigos. La mayor lucha de Vilma es que ella es mucho más inteligente que todos y a veces le molesta que nadie pueda seguirle el ritmo. En términos de su relación con Shaggy, Vilma está mucho más cómoda con ella que él. Shaggy es todavía un chico, mientras que Vilma ya se está convirtiendo en una mujer. Como pareja, su más grande problema es que Vilma está buscando un compromiso para el que Shaggy tal vez no esté emocionalmente preparado, y eso duele».
Mitch Watson, sobre la personalidad de Vilma y su relación con Shaggy.

### Shaggy Rogers
Norville "Shaggy" Rogers es un adolescente de 17 años, el mayor y más alto de la pandilla. Visualmente, conserva sus características físicas tradicionales: cabello semi-largo castaño claro, ojos negros, camisa verde, pantalones acampanados café, zapatos grises y una barbilla poco visible. Interiormente, conserva su personalidad asustadiza y alegre, de características beatnik de amor a la libertad y la naturaleza. Su gran apetito y miedo por las criaturas sobrenaturales son algunas cosas que comparte con su mejor amigo Scooby-Doo. Sin embargo, en este nuevo show se explora de forma seria y profunda la amistad que ambos comparten, el grado de sobreprotección que tiene Scooby sobre su amigo y la necesidad de cuidarlo, ya que los padres de Shaggy no le toman la atención debida e incluso se avergüenzan de él. Así, Misterios S.A. revela que las decisiones irresponsables del personaje se deben a sus dificultades al crecer y aprender de la vida. Aunque sus temores e inseguridades le hacen más vulnerable, durante la serie aprende el significado del valor y el compromiso, llegando a arriesgarlo todo por salvar a sus amigos del peligro. Pese a todos sus miedos, nunca flaquea ante las dificultades, siendo esta una característica de su personalidad que se mantiene y sale a relucir en varios momentos.
Su relación estrecha con Vilma y la atracción mutua entre ellos es un elemento que estuvo presente en la serie original de Scooby-Doo de 1969 y la mayoría de reencarnaciones siguientes. El amor que siente por Vilma compite de cierto modo con aquel que siente por su mejor amigo Scooby, por cuestiones de tiempo. Shaggy se encuentra atrapado en un conflicto en el cual debe dividir su tiempo entre ser amigo de Scooby y estar con su novia Vilma, a quien le profesa un amor puro, aunque tímido e inocente.

«Desde que empezamos con la serie, quisimos que Vilma y Shaggy estuvieran juntos como pareja, y que Shaggy fuera la clase de chico que nunca antes ha tenido una novia de verdad. Esta es su primera enamorada real, y él no se hace problemas, pues hasta ese momento su mejor amigo y compañero de toda la vida ha sido su perro. Así que intentamos retratar cómo reaccionaría un tipo así ante una chica a quien le gusta tomar el control. [...] especialmente en ¿Scooby-Doo, dónde estás?: si uno vuelve a ver la primera serie, notará que ella era quien siempre mostraba sus sentimientos hacia él».
Mitch Watson y Tony Cervone, sobre Shaggy y Vilma.

### Scooby-Doo
Scooby-Doo es el compañero inseparable de Misterio a la Orden, un perro de raza gran danés de color marrón con manchas negras y un collar azul con las iniciales SD grabadas en la placa. Es capaz de hablar y pensar como un ser humano, por lo que disfruta resolver misterios junto a sus amigos, pese a su miedo a lo sobrenatural. Al igual que Shaggy, Scooby conserva su inocencia, alegría y gran apetito por las Scooby-Galletas, hamburguesas, pizza y otros bocadillos. Sin embargo, su personalidad fue expandida a profundidad, pasando de ser una simple fuente de humor slapstick a un personaje más completo, con comentarios útiles y sarcásticos, diálogos más inteligentes e incluso momentos de seriedad. Scooby ahora es más expresivo con sus sentimientos y opiniones acerca de las cosas, por lo que no duda en decir a los demás lo que piensa. Posee un gran sentido de la lealtad y el compañerismo, pues aconseja a sus amigos cuando tienen problemas pero también cuestiona sus decisiones si no le parecen correctas. Es sincero, irónico, curioso y firme con sus creencias, pero cuando alguien lo lastima o daña a sus amigos no se detiene hasta solucionar las cosas, de forma más enérgica que en las demás series. En la segunda temporada, Scooby-Doo se enamora por primera vez de una perrita de raza Cocker Spaniel llamada Nova, inspirada en el personaje de Linda Harrison en El planeta de los simios.

## Otros personajes
- Señor E: misterioso y sombrío, su identidad y origen permanecen ocultos hasta cierto punto de la primera temporada. En el primer episodio, luego de haber rescatado un extraño medallón de las alcantarillas de la ciudad, el Señor E llamó por teléfono a la pandilla advirtiéndoles que estaban condenados por haberse entrometido, que acababan de descubrir la verdad sobre la maldición de Cueva Cristal, y que el verdadero misterio había empezado. Desde ese momento, el Señor E aparece y desaparece de sus vidas, enviándoles pistas y mensajes a través de agentes y secuaces enmascarados, con el objetivo de adentrarlos en investigar la verdad sobre la desaparición de cuatro adolescentes que, en síntesis, eran iguales a ellos. El Señor E insiste en que el grupo investigue a la pandilla desaparecida y les pide que no se rindan, porque «todo esto ya ha pasado antes». Los chicos siguen sus indicaciones, sin saber si el Señor E es en realidad un amigo, que los está ayudando cuando nadie más lo hace; o un enemigo que solo intenta separarlos. Aunque su verdadera identidad se descubre en la primera temporada, los motivos de sus acciones y sus intenciones permanecen ambiguos hasta el final de la serie. Su nombre en inglés, Mister E, es un juego de palabras que alude al vocablo inglés Mystery (misterio) y sus recados siempre llevan una letra E en el frente.
- Alcalde Fred Jones, Sr.: padre de Fred y líder político de Cueva Cristal. Ambicioso y autoritario, se opone a que su hijo resuelva misterios y suele mostrarse desatento con él, anteponiendo el bienestar turístico de la ciudad al cuidado de su propio hijo. El paradero de la madre de Fred no es revelado si no hasta cierto punto de la primera temporada. En la segunda temporada, es reemplazado por una nueva alcaldesa, Janet Nettles.
- Barty y Nan Blake: padres de Daphne. Acaudalados miembros de la clase alta de Cueva Cristal, desean que su hija deje de andar con sus actuales amigos resolviendo misterios y se busque un trabajo de verdad, para tener una carrera exitosa como sus cuatro hermanas. Saben que Daphne está enamorada de Fred e intentan persuadirla de que hay otros chicos en el mundo, pues consideran que su hija merece solo lo mejor. Según se muestra en la serie, Barty Blake es quien guarda y posee la fortuna familiar.
- Dale y Angie Dinkley: padres de Vilma, dueños del museo encantado de Cueva Cristal, donde se exhiben las máscaras, disfraces y trajes de los monstruos y criaturas que los chicos enfrentaron en la serie ¿Scooby-Doo dónde estás?. Poseen también una tienda de recuerdos y ofrecen visitas guiadas a los turistas. La mamá de Vilma es bastante supersticiosa, con una firme creencia en las fuerzas ocultas y la vida extraterrestre, estableciendo una gran brecha generacional entre ella y su hija. No obstante también es más comprensiva en comparación con los demás padres, pues se interesa en la vida de Vilma, aconsejándole y apoyándola cuando lo necesita. En su adolescencia, recorrió el mundo y sostuvo relaciones amorosas con una gran cantidad de hombres.[15]
- Paula y Colton Rogers: Padres de Shaggy. Excéntricos y estrictos, quieren que su hijo busque nuevos amigos e intentan someterlo a una vida de obediencia. Durante la serie, se muestra que ambos se preocupan excesivamente por mantener una buena imagen ante los demás. Consideran a Scooby-Doo como una simple mascota a la que tienen que aguantar.
- Sheriff Bronson Stone: Es el alguacil del pueblo y la segunda autoridad más poderosa de Cueva Cristal después del alcalde. De carácter rudo, infantil y fácilmente irritable, disfruta atormentando a la pandilla y acusándolos con sus padres, en tanto sigan resolviendo crímenes y haciendo su trabajo. Siendo la única autoridad policial de la ciudad, está dispuesto a permitir los ataques de criaturas extrañas en vez de preocuparse por proteger a sus habitantes, ya que los avistamientos se convierten inmediatamente en nuevas atracciones turísticas, anteponiendo la economía del pueblo a la seguridad pública. Su héroe es Justicia Muerta, un famoso alguacil que limpió el pueblo de crimen en los días de la vieja California. En la segunda temporada se enamora y se vuelve más amable con los chicos de ahí en adelante, aunque conserva su personalidad ingenua, cínica y valiente.
- Angel Dynamita: una carismática locutora de radio que conduce un programa juvenil en la estación K-Ghoul, donde los chicos van a relajarse, pensar o simplemente acompañar a Angel y ayudarla contestando llamadas. La función inicial del personaje es confortar o refugiar a alguno de sus amigos en la cabina de radio cuando tienen problemas personales, apoyarlos con información en los casos e incluso salvarles la vida cuando la situación lo amerita. Es joven, delgada, de piel morena y pelo negro, peinado a lo afro con rizos, normalmente viste ropa verde al estilo de los años 60 y lleva unos auriculares grandes de color rosa. Es una estereotípica DJ con una gran pasión por la música y habilidades atléticas, parodiando a las clásicas heroínas del cine blaxploitation y al personaje de Lynne Thigpen en The Warriors. Conoce mucho sobre la historia y el pasado de Cueva Cristal, hecho que lleva a Vilma a descubrir su verdadera identidad en la primera temporada.
- Vincent Van Ghoul: es una estrella de cine que trabaja en películas de horror de serie B y el actor favorito de Shaggy y Scooby. Sofisticado y de carácter tímido aunque valiente, siempre intenta reflotar su carrera. El personaje es un homenaje póstumo por parte de los creadores hacia Vincent Price, renombrado actor fallecido en 1993, quien le dio voz a Van Ghoul en la serie de 1985 Los 13 fantasmas de Scooby-Doo donde era retratado como un hechicero que acompañaba a Scooby-Doo y sus amigos.
- Las Hex Girls: conocidas en español como Las Hechiceras, son un trío femenino de rock gótico/metal sinfónico originario de Oakhaven (Massachusetts) que profesa la religión wicca y realiza extensas giras mundiales. Scooby-Doo y sus amigos las conocieron en la película Scooby-Doo y el fantasma de la bruja y desde entonces se volvieron personajes recurrentes de la franquicia, por lo que fueron incluidas en el programa pese a no formar parte del canon original. En esta serie, su estilo musical, letras y melodías góticas son una parodia o referencia a grupos del género como Lacuna Coil o The Runaways. Vilma es su más grande admiradora, aunque es Daphne quien se les une temporalmente como vocalista, con el objetivo de dedicarle una canción a Fred. En su primera aparición, su apariencia fue actualizada cambiando los estilos de cabello y atuendos; pero en la segunda temporada volvieron a su imagen clásica, a pedido de sus fanes. El grupo está formado por:
  - Thorn: guitarra líder, voz principal
  - Dusk: batería, coros
  - Luna: teclados, bajo eléctrico, coros.
- Brad Chiles, Ricky Owens, Cassidy Williams, Judy Reeves y su mascota, el Profesor Pericles: cuatro jóvenes y su perico, miembros de un equipo de investigadores de la secundaria Cueva Cristal, conocidos como «Misterios S.A.» quienes desaparecieron sin dejar rastro. Ellos son los últimos en una larga lista de extrañas desapariciones que han ocurrido en el pueblo durante siglos, que incluyen a la familia Darrow, una misión de conquistadores y muchos otros. Transcurrieron décadas y todo lo que dejaron atrás fue olvidado, hasta que Fred, Daphne, Vilma, Shaggy y Scooby-Doo llegaron y empezaron a investigar, descubriendo que los chicos desaparecidos eran muy similares a ellos en actitudes y personalidad, con los mismos defectos y problemas. Su mascota, el profesor Pericles, es la criatura más inteligente del mundo y posee la capacidad de hablar con fluidez y pensar como un ser humano, al igual que Scooby-Doo. Su paradero y las razones de su desaparición se van revelando conforme avanza el programa.
- Rick Spartan: apasionado, intrépido y obsesionado con la aventura, Spartan es un explorador, buscador de tesoros y escapista que trabajó temporalmente como profesor de biología en la secundaria Cueva Cristal. Recorre parajes inhóspitos en compañía de su esposa Marion y un valet inglés al que Spartan apoda Cachinga —y obliga a portar una lanza, para darle un toque más de guía aborigen—. Es alto, rubio, atlético y de mentón partido. El personaje es una referencia a Doc Savage, Allan Quatermain e Indiana Jones, así como un homenaje al actor Kirk Douglas, famoso por su actuación en Espartaco (de ahí proviene el apellido del personaje).

## Episodios
| Temporada | Temporada   | N.º de episodios | Estados Unidos      | Estados Unidos      | Latinoamérica           | Latinoamérica           | España                 | España               |
| Temporada | Temporada   | N.º de episodios | Comienzo            | Final               | Comienzo                | Final                   | Comienzo               | Final                |
| --------- | ----------- | ---------------- | ------------------- | ------------------- | ----------------------- | ----------------------- | ---------------------- | -------------------- |
|           | Temporada 1 | 26               | 5 de abril de 2010  | 26 de julio de 2011 | 6 de marzo de 2011      | 4 de septiembre de 2011 | 1 de noviembre de 2010 | 5 de octubre de 2011 |
|           | Temporada 2 | 26               | 30 de julio de 2012 | 5 de abril de 2013  | 1 de septiembre de 2012 | 26 de abril de 2013     | 8 de octubre de 2012   | 4 de abril de 2014   |

## Reparto
Para esta serie, Warner Bros. reunió una vez más al elenco de actores de voz oficiales de los personajes, bajo la dirección de Collette Sunderman. Inicialmente, Casey Kasem volvería a encarnar a Shaggy, pero debido a su retiro y otras ocupaciones se le asignó el papel del padre de Shaggy, y Matthew Lillard pasó a ser la voz oficial del personaje de forma definitiva. El show contó con participación adicional de actores renombrados como Jeff Bennett, Kimberly Brooks, Jennifer Hale, Hynden Walch, John DiMaggio, Dee Bradley Baker, David Faustino, Jeffrey Tambor, Jessica Walter, Tom Kenny, Clancy Brown, Daryl Sabara, Benjamin McKenzie, Mindy Sterling, James Hong, Dwight Schultz, Tricia Helfer, George Takei, Rob Paulsen, Julie Bowen, Kevin Michael Richardson, Cree Summer, Carlos Alazraqui, Kari Wahlgren, Mark Hamill, Beverly D'Angelo, Matt Lanter, Michael J. Anderson, James Marsters entre otros. El doblaje al español neutro estuvo a cargo de Antonio Gálvez, Circe Luna y Carlos Hugo Hidalgo y fue realizado por los estudios Sensaciones Sónicas, en México, Distrito Federal.
| Personaje                    | Actor original Estados Unidos | Actor de doblaje · México                  |
| ---------------------------- | ----------------------------- | ------------------------------------------ |
| Scooby-Doo                   | Frank Welker                  | Antonio Gálvez                             |
| Fred Jones                   | Frank Welker                  | Luis Alfonso Padilla (Primera temporada)   |
| Fred Jones                   | Frank Welker                  | Ricardo Mendoza (Segunda Temporada)        |
| Daphne Blake                 | Grey DeLisle                  | Yolanda Vidal                              |
| Vilma Dinkley                | Mindy Cohn                    | Irene Jiménez                              |
| Shaggy Rogers                | Matthew Lillard               | Arturo Mercado                             |
| Sheriff Bronson Stone        | Patrick Warburton             | José Luis Orozco                           |
| Señor E                      | Lewis Black                   | Rodrigo Carralero                          |
| Alcalde Fred Jones, Sr.      | Gary Cole                     | Víctor Covarrubias                         |
| Colton Rogers                | Casey Kasem                   | Erick Archundia                            |
| Paula Rogers                 | Grey DeLisle                  | Maru Guerrero                              |
| Dale Dinkley                 | Kevin Dunn                    | Javier Rivero                              |
| Angie Dinkley                | Frances Conroy                | Ruth Toscano                               |
| Barty Blake                  | Frank Welker                  | Leonardo García                            |
| Nan Blake                    | Kath Soucie                   | Elena Ramírez                              |
| Angel Dinamita               | Vivica A. Fox                 | Mildred Barrera                            |
| Skipper Shelton              | John O'Hurley                 | Armando Réndiz                             |
| Vincent Van Ghoul            | Maurice LaMarche              | Martín Soto                                |
| Profesor Pericles            | Udo Kier                      | Juan Carlos Tinoco                         |
| H.P. Hatecraft               | Jeffrey Combs                 | Paco Mauri                                 |
| Alcaldesa Janet Nettles      | Kate Higgins                  | Gabriela Guzmán                            |
| Alcaldesa Janet Nettles      | Kate Higgins                  | Analiz Sánchez (desde cap. 49 en adelante) |
| Hot Dog Water/Marcy Fleach   | Linda Cardellini              | Circe Luna                                 |
| Hot Dog Water/Marcy Fleach   | Linda Cardellini              | Mariana Ortiz (cap. 21)                    |
| Brad Chiles                  | Tim Matheson                  | Alejandro Urbán                            |
| Judy Reeves                  | Tia Carrere                   | Claudia Urbán                              |
| Nova                         | Amy Acker                     | Magdalena Tenorio                          |
| Fabulman                     | Troy Baker                    | José Lavat                                 |
| Dinamita, el perro maravilla | Frank Welker                  | Luis Alfonso Mendoza                       |
| Insertos                     | Innecesario                   | Antonio Gálvez (Primera temporada)         |
| Insertos                     | Innecesario                   | Gerardo Suárez (resto)                     |

### Voces adicionales
- Alejandro Urbán
- Alejandro Villeli
- Alfonso Ramírez
- Alina Galindo
- Anabel Méndez
- Andrés García
- Ángeles Bravo
- Ángela Villanueva
- Arturo Cataño
- Arturo Castañeda
- Benjamín Rivera
- Carlos del Campo
- Carlos Hernández
- Carlos Hugo Hidalgo
- Circe Luna
- Claudia Contreras
- Claudia Urbán
- Daniel Abundis
- Elsa Covián
- Ernesto Lezama
- Gabriel Pingarrón
- Gerardo Alonso
- Gerardo Reyero
- Guillermo Coria
- Gustavo Melgarejo
- Héctor Moreno
- Humberto Vélez
- Ishtar Sáenz
- Jaime Alberto Carrillo
- Jorge Palafox
- Jorge Ramírez
- Juan Antonio Edwards
- Julián Lavat
- Mayra Arellano
- Magda Giner
- Mariana Ortiz
- Miguel Ángel Ghigliazza
- Moisés Palacios
- Óscar Flores
- Pedro D'Aguillón Jr.
- Rafael Pacheco
- Roberto Mendiola
- Rodrigo Carralero
- Rolando de Castro
- Salvador Reyes
- Sergio Morel
- Teresa Ibarrola
- Ulises Maynardo Zavala

## Producción

### Creación y desarrollo
A mediados de 2008, Sam Register, vicepresidente ejecutivo de creatividad y contenidos de Warner Bros. Animation convocó al escritor Mitch Watson con la idea de crear una reinterpretación de Scooby-Doo a manera de tributo a la caricatura original de 1969 y a los verdaderos fanáticos de la franquicia. Inicialmente Watson no estaba interesado, pues no quería repetir la misma fórmula que las demás reencarnaciones habían estado usando durante años, y más bien pretendía relanzar la franquicia con una historia profunda y verdadera, inspirado en el éxito que había obtenido el relanzamiento de Battlestar Galactica. Register aprobó la idea y comisionó a Spike Brandt y Tony Cervone, productores veteranos de Warner Bros. para desarrollar el proyecto junto con Watson. Un par de semanas después, Watson, Brandt y Cervone concibieron la idea para la creación del nuevo show, a partir del análisis del verdadero significado de la icónica frase «Chicos Entrometidos» (dicha tradicionalmente por el villano luego de ser desenmascarado).

«Resulta que hay muchas cosas que uno no sabe sobre Scooby-Doo, así que decidimos mostrarlas en esta serie. Cuando empezamos a hablar por primera vez sobre Misterios S.A., partimos de la frase «chicos entrometidos», la cual dice el malvado en muchas ocasiones. Pronto nos dimos cuenta de que ¡Hey, son chicos! Y empezamos a preguntarle a la gente cuántos años creían que tenía la pandilla en ¿Scooby-Doo, dónde estás? y todo el mundo nos dio respuestas muy distintas. Nadie estaba seguro de la edad que tenían: algunos creían que eran adultos, otros que eran veinteañeros universitarios, hubo gente que nos dijo que pensaba que tenían como 30. Y nosotros decíamos: ¡es imposible que estos chicos tengan 30! Seguíamos haciéndonos estas preguntas: quiénes son, por qué están juntos... y luego dijimos: por qué no hacemos un show que realmente responda preguntas como ¿quiénes son? ¿por qué son amigos? ¿quiénes son sus padres? o ¿de dónde vienen?. Otra cosa que hicimos fue revisar los materiales originales escritos por Joe Ruby y Ken Spears [los creadores de Scooby-Doo]. Eran archivos que ellos habían escrito en 1969 para ¿Scooby-Doo dónde estás?, y en esos archivos decía lo siguiente:
1. «Los chicos son originarios de Laguna Beach, del Condado de Orange».
2. «Freddy y Shaggy tienen 17 años de edad, Daphne tiene 16 años, y Vilma tiene 15».

Nos quedamos sorprendidos. ¡Habíamos estado viendo las series por más de 40 años y era algo nuevo para nosotros! [Sus edades reales] tienen sentido, pero ellos no actúan de esa forma. Así que pensamos qué pasaría si hiciéramos un programa en el cual ellos fueran verdaderos "chicos entrometidos", es decir, adolescentes, y qué significaba eso: Los chicos tienen padres, viven en una ciudad, van a la escuela, tienen problemas amorosos, luchan y se apoyan el uno al otro... hacen cosas de chicos. Y por otro lado, son entrometidos: lo cual significa que hacen algo que no deberían. ¿Y qué piensa la autoridad sobre eso?, ¿cómo se siente el Sheriff local con el asunto?, ¿qué piensan sus padres? y ¿quiénes son sus padres?...»
Spike Brandt, Tony Cervone y Mitch Watson, creadores de Scooby-Doo! Misterios S.A.

Además de mostrar a los padres de los protagonistas, se decidió situar la acción en el pueblo natal de la pandilla que Ruby y Spears concibieron en 1969 como una ciudad costera californiana (Laguna Beach, nombre que fue cambiado a Crystal Cove) y contar la historia del pueblo. El nombre Crystal Cove y la idea del turismo provienen de un parque marino homónimo ubicado al norte de la misma Laguna Beach en California (un centro histórico real que atrae miles de turistas), y la idea de las visitas encantadas se basó en los centros turísticos de Nueva Inglaterra cuya economía gira en torno a los fantasmas. La comedia del show vendría del hecho que los chicos prueban que las atracciones turísticas del pueblo son falsas, molestando a los ciudadanos. Sam Register y Peter Roth (ejecutivos de Warner Bros.) aprobaron la serie para producción, con la condición de que fuera más terrorífica y compleja que las anteriores. Para ello, el equipo de producción solicitó la aprobación de las personas involucradas en la serie original de 1969, pero los directores William Hanna y Joseph Barbera y el diseñador original de personajes Iwao Takamoto ya habían fallecido para entonces. Frank Welker (actor estadounidense que ha sido la voz en inglés de Fred desde 1969 hasta el presente) analizó y aprobó el proyecto, remarcando el hecho de que por fin se le diera una historia y un propósito a su personaje, en lugar de hacerlo plano como en reencarnaciones anteriores. Finalmente, la producción decidió llamar a los creadores originales de Scooby-Doo, los ahora productores Joe Ruby y Ken Spears para saber si ellos estaban de acuerdo, conocer sus opiniones y puntos de vista y pedirles ideas para el argumento, siendo esta la primera vez que Warner Bros. ha consultado el concepto de una serie de Scooby-Doo con sus creadores originales.

«Nosotros mismos somos fans, queremos rendirle tributo a la tradición del show, pero también hacer algunos cambios, agregar algunas cosas o jugar un poquito con los personajes, tratando de hacer algo más profundo, más terrorífico, más realista y así crear algo divertido. [...] Por eso, para hacer realidad estas ideas, hablamos con Ken [Spears] y Joe [Ruby] y les mostramos videos de la serie que habíamos animado, y ellos quedaron encantados: ellos también habían querido mostrar esas cosas en 1969, pero nunca pudieron descifrar cómo meter todo eso en un show de 30 minutos. Habían querido establecer de dónde vinieron los chicos, quiénes eran sus padres, querían retratarlos como verdaderos adolescentes y que las autoridades no les permitieran resolver crímenes,. Pero no habían podido plasmar estas ideas pese a que lo habían querido, ¡y nosotros pensando que estábamos completamente locos!».
Mitch Watson, Spike Brandt y Tony Cervone, productores de Scooby-Doo! Misterios S.A.

 Así, la serie fue anunciada por primera vez a comienzos de 2009 en el Upfront anual de Cartoon Network en Nueva York, aunque entonces el concepto no estaba concretado del todo.
Gracias a la supervisión de los mismos Ruby y Spears con respecto a las características de los personajes e historias en los episodios, la serie preserva absolutamente todo lo que hizo exitoso a ¿Scooby-Doo dónde estás?, pero agregándole elementos nuevos, una continuidad notable en la trama y ofreciendo una perspectiva emocionante que hace al programa destacar. El show posee la habilidad de mostrar al público infantil la forma de buscar la verdad a través del método científico, la investigación, la observación, la discusión y el pensamiento crítico.
El programa presenta, como lo califica la crítica, «un genuino sentido del misterio». Los guiones de la serie en general son trabajados con madurez y profundidad, creando la atmósfera más oscura que ha tenido cualquier caricatura de Scooby-Doo desde la original. Según explica Mitch Watson, guionista del show, «Otra de las cosas que queríamos hacer cuando volvimos a mirar la serie era que los misterios fueran más reales, que te hicieran pensar en verdad quién es el villano de cada capítulo, y también queríamos aumentar el terror un poco más». Dan Krall, director artístico de la primera temporada, describe los capítulos iniciales como «26 pequeñas películas de horror de media hora, y en cada una, los villanos son tan drásticos y distintos el uno del otro. El show cambia de apariencia visual constantemente, y pienso que es grandioso de ver».
Sumándose a la intensa narrativa, el programa también presenta un estilo de humor más moderno y sofisticado: filudo, sarcástico, impredecible, lleno de ironías y parodias; muestra un diálogo ágil, gags rápidos y momentos inteligentes que juegan con la perspectiva que el público pueda tener de la escena. El programa también presenta una gran cantidad de alusiones a la cultura popular actual, haciendo uso de leyendas urbanas del folklore estadounidense, mitología germana, judía y eslava, diversos homenajes a personajes clásicos de Hanna-Barbera, cameos de celebridades como Don Knotts o Cass Elliot, parodias de personalidades famosas como H. P. Lovecraft, Harlan Ellison, Andy Warhol, Che Guevara, Christopher Walken, Paula Deen, Taylor Lautner y Stephenie Meyer, referencias a series como Beverly Hills, 90210, Hart to Hart y especialmente Twin Peaks, bandas musicales como The Velvet Underground, historietas como Batman: The Dark Knight Returns o Watchmen y diversos filmes de todos los géneros y épocas, desde El resplandor, Gremlins, Hellraiser o The Terminator hasta Saw, Crepúsculo, Star Trek III: en busca de Spock, Actividad paranormal o Un hombre lobo americano en Londres. Con todas estas referencias, la serie adquiere más dinamismo y, en vez de repetir el humor plano en el que shows anteriores habían caído, utiliza una nueva forma de comedia cargada de bromas relacionadas con la Cultura estadounidense y pensamientos de la actualidad, particularmente con el mundo adolescente y sus distintos círculos sociales. Incluso en ocasiones, llega a hacerse una especie de sátira social, reflejando la responsabilidad y actitudes de la gente frente a problemas ambientales y accidentes que ocurren en nuestros días. Además, ofrece una genuina adaptación de las inseguridades y problemas familiares e interiores que tienen la mayoría de jóvenes al crecer, enseñando, a través de sus historias, la importancia de la lealtad, la comprensión, el valor de la amistad y el coraje. Encerrando en su arco argumental un mensaje general de comunicación y esperanza, la serie demuestra que el trabajo en equipo, el pensamiento investigativo y la sinceridad hacia uno mismo son suficientes para superar todos los obstáculos, incluso los miedos más profundos.
El equipo de producción estuvo compuesto por «algunos de los artistas más importantes del mundo de la animación actual». La dirección general recayó en Victor Cook (The Spectacular Spider-Man) y Curt Geda (Batman: la serie animada) mientras que Jason Wyatt (Duelo Xiaolin) se desempeñó como productor asociado y de línea. Mitch Watson (Tres espías sin límite; Catscratch; Ben 10: Carrera contra el tiempo; Duckman; ¡Fenomenoide!) desarrolló la historia principal junto a los show runners Spike Brandt y Tony Cervone, además de escribir muchos de los guiones y dirigir el manejo argumental del show, aunque contribuyó poco en la segunda temporada debido a encontrarse trabajando en Beware the Batman siendo reemplazado por Michael F. Ryan. El equipo de guionistas regulares contó con escritores de comics, series de televisión, ciencia ficción, horror y otros géneros narrativos, e incluyó a Jed Elinoff, Scott Thomas, Paul Rugg, Roger Eschbacher, Adam Beechen, Mark Banker, Bart Jennett, Jim Krieg, Caroline Farah y Benjamin Townsend. Las tramas fueron elaboradas sobre la base de ideas y deseos de los creadores originales, Joe Ruby y Ken Spears, quienes participaron escribiendo algunos episodios y recibieron agradecimiento especial en los créditos del programa. La producción ejecutiva y logística estuvo en manos de Sam Register (Hi Hi Puffy AmiYumi; Los jóvenes titanes; Thundercats; Linterna Verde: La Serie Animada), cuyo trabajo como vicepresidente de contenidos de Warner Bros. es reinventar el catálogo de personajes que posee la compañía, en el que se incluyen las filmotecas Hanna-Barbera, su filial Ruby-Spears, MGM, DC Entertainment y Lorimar-Telepictures Productions.

### Estilo de animación
Como ocurrió en reencarnaciones anteriores de la franquicia, los personajes fueron rediseñados nuevamente, optándose por hacerle modificaciones menores a los originales. Sin embargo, a diferencia de los shows anteriores, Scooby-Doo! Misterios S.A. fue mayormente animada a mano, bajo las técnicas tradicionales de Hanna-Barbera, con una presencia ocasional de animación por computadora y efectos especiales para algunas escenas. Debido a su complejidad y nivel de detalle, realizar la animación de nuevos episodios requirió una cantidad considerable de tiempo, especialmente en la segunda temporada, realizada en colaboración con Rough Draft Studios en Corea del Sur. El diseño de personajes fue realizado principalmente por Derrick J. Wyatt, Irineo Maramba y Junpei Takayama.  Los dibujos están hechos a mano y se rematan con entintado y pintura digital. Dan Krall (El laboratorio de Dexter; Samurai Jack; Jones, el robot; Mi compañero de clase es un mono; El campamento de Lazlo; Mansión Foster para amigos imaginarios; La Robot adolescente) se encargó de dirigir artísticamente la serie en la primera temporada y Stephen Nicodemus ocupó su lugar en la segunda. La dirección de animación corrió a cargo de Kirk Tingblad (Johnny Bravo; Pinky y Cerebro; Las aventuras de Jackie Chan; Static Shock; Liga de la Justicia) con guiones gráficos ilustrados a mano por Michael Borkowski (The Batman; Los hermanos Venture; Scooby-Doo! Camp Scare; Wolverine and the X-Men; Ice Age: Dawn of the Dinosaurs), Joey Mason y David Schwartz. Los escenarios y fondos del programa, bastante cinemáticos y estilizados, recuerdan a los dibujados por Iwao Takamoto, en el sentido de que son igual de oscuros y tienen la intención de provocar temor al espectador, con elementos como la niebla profunda y la tonalidad de los colores. Las escenas se desarrollan de forma rápida y con una mayor intensidad y brillantez en la coloración, dando una visión más real del universo que los rodea. Los protagonistas visten sus ropas clásicas de la serie original y sus líneas de expresión son más precisas, debido a la nitidez y al cuidado de los detalles por parte de los animadores. Así, por ejemplo, Vilma se ve más delgada y curvilínea, y tiene moños que adornan su cabello. Por otro lado, el rostro de Fred presenta facciones prominentes y un mentón más fornido, cambios que dan lugar a chistes y observaciones irónicas. En su columna "Idiot Box" del diario Weekly Alibi, El crítico de espectáculos Devin D. O’Leary califica la animación del programa como «notablemente dinámica. Los personajes son un poco más angulares, casi inspirados en el anime».

### Banda sonora
La secuencia de apertura y tema de cierre fueron compuestos y orquestados por Matthew Sweet, músico estadounidense de power pop y rock alternativo, mientras que la banda sonora y música incidental corrió a cargo del compositor australiano Robert J. Kral, famoso por haber musicalizado diversas series y películas, entre ellas Ángel, The Inside, Superman: Doomsday, The Haunting in Connecticut y Duck Dodgers.
Durante la serie, la producción hizo extenso uso de muchas canciones clásicas de las Hex Girls, escritas originalmente por Bodie Chandler y Glenn Leopold. Para el séptimo episodio del programa, el músico Andy Sturmer fue comisionado para componer y producir el tema «Trap of Love», una canción nueva de las Hex Girls escrita por Sturmer, Mark Banker, Tony Cervone y Mitch Watson. Asimismo, para el capítulo 44, el vocalista Dave Wakeling se encargó de escribir y grabar el tema ska «You're dead right, mate» junto a su banda californiana The english Beat, el cual se fusiona con la canción «We're the Good Bad Girls» compuesta también por Wakeling. Todas Las canciones de las Hex Girls fueron interpretadas por Grey DeLisle, Jennifer Hale, Kimberly Brooks y Jane Wiedlin (de The Go-Go's). Adicionalmente, la banda sonora del programa empleó música cinematográfica adquirida de varias películas, incluyendo The War of the Gargantuas, Terminator, entre otras.

### Clasificación
Según el sistema de clasificación por edades de los Estados Unidos, el programa no es apto para todo público. A diferencia de la mayoría de shows televisivos de Scooby-Doo, esta reencarnación en particular recibe una calificación de TV-Y7-FV (para violencia fantástica y emociones fuertes) debido a estar especialmente apuntada a un público objetivo adolescente y adulto, presentando algunos contenidos que muchos podrían considerar inapropiados para los más pequeños, tales como la violencia intensa, escenas de tortura y agresión física explícita, situaciones de realismo épico y el tratamiento directo de temas como la muerte, la soledad, el secuestro, la traición, el engaño, la locura y el abandono. Además, lidia con los triángulos amorosos y conductas adolescentes de la actualidad, lo cual implica escenas de besos, coqueteo y algunas muestras de atracción sexual entre los personajes. Según indica el sitio web de evaluación de contenidos televisivos Common Sense Media, el 71% de padres considera que el show posee un ligero contenido sexual, mientras que el 57% afirma que el programa es bastante violento.
De acuerdo al supervisor de producción Tony Cervone, Misterios S.A. es más que todo un programa familiar, aunque con la oscuridad y el tratamiento realista propio de una serie de carácter épico. Michael F. Ryan, guionista de la segunda temporada, considera que es un programa hecho para jóvenes y adultos nostálgicos que crecieron con las series originales, aunque también puede ser visto por niños en compañía de sus padres.
En México, la Dirección General de Radio, Televisión y Cinematografía — instituto que determina la clasificación y asignación de horarios para las producciones —, en sus propios lineamientos, no clasifica los programas considerando aspectos técnicos, ideológicos o estéticos de los mismos, sino en la forma de tratar cuatro temas de interés general: adicción a las drogas, violencia, temas sexuales y lenguaje soez. Aunque la serie tiene ciertos momentos de violencia, la dependencia no encontró suficiente violencia gráfica como eje de la trama principal u otros temas inapropiados para la niñez como para ubicar al programa en otro horario — la violencia fantástica (como la que tiene esta serie) no es un tipo de violencia de impacto fuerte, y las muertes son mostradas de forma indirecta —, por lo que le dio autorización a Televisa de transmitirla en su canal principal para caricaturas y series, el Canal 5 de México bajo la clasificación de A (para todo público), siendo este el equivalente de TV-Y7-FV en dicho país.

## Recepción

### Niveles de audiencia
Misterios S.A. obtuvo altos niveles de sintonía en su país de origen, alcanzando picos de 2.7 millones de espectadores en su estreno exclusivo el 5 de abril, y 2.5 millones en algunos episodios de la primera temporada, colocándose en el primer lugar en la franja de público objetivo del canal (niños entre 2 y 11 años). En su séptima semana de estreno, la serie registró su mayor audiencia en horario estelar con 2 millones y medio de televidentes, un 126% más que en semanas anteriores. Según datos de Nielsen Media Research, Misterios S.A. fue la caricatura más vista del día en cable básico con audiencias de 2-11, obtuvo el segundo lugar con niños/adolescentes 9-14 y 12-17 años, y se convirtió en el tercer programa más sintonizado en cable en todos los hogares, superando a otros estrenos del día como Hora de aventura, Drama Total Gira Mundial y Las maravillosas desventuras de Flapjack.
En promedio, la cuota de pantalla del show fluctuó entre los 2.5 millones, 2.0 millones, y 1.9 millones de televidentes por episodio emitido, manteniendo una audiencia bastante sólida incluso en repeticiones. El final de la primera temporada, que logró atraer a 2 millones y medio de espectadores totales, se posicionó como la serie más vista de Cartoon Network en el día de su emisión, colocando al canal en el tercer lugar con audiencias de todas las edades, y liderando el horario con el público general de 2-11 y 6-11 años.

### Comentarios de la crítica
«La serie Scooby-Doo! Misterios S.A., compuesta por 52 episodios, es la mejor producción de Scooby-Doo jamás hecha en los 45 años que lleva la franquicia. Emotiva y pausada pero sin aburrirte jamás, de tono serio pero sin sacrificar su característico toque entretenido, centrada en sus personajes pero sin dejar de lado la trama, burlesca y paródica sin ser superior, y genuinamente aterradora pero sin traumatizar a su público objetivo, esta reciente adaptación de Scooby-Doo, que nos contó toda una historia a lo largo de dos temporadas, es una de las mejores series animadas creadas en los últimos 20 años. No es por exagerar, pero es simple y llanamente maravillosa, con un espectacular final de temporada que haría enorgullecer a las mejores series dramáticas "para adultos" que se ven actualmente por cable».
Scott Mendelson, para la revista Forbes.

El programa recibió críticas generalmente positivas. El historiador de animación Jerry Beck, reconocido especialista en la industria del entretenimiento y autor del libro The 50 Greatest Cartoons quedó fascinado con la calidad de la serie, resaltando sus aspectos más destacados: «Para empezar, hay un arco argumental en toda la serie, Scooby tiene más diálogos, Jonny Quest y el oso Yogi hacen cameos, Harlan Ellison (!!) se parodia a sí mismo, Shaggy es obligado a cortarse el pelo (¡y pasan varios episodios hasta que vuelve a crecer!), los protagonistas se burlan de sus propias personalidades pero con respeto a la serie original —y maldita sea, es genial. Rayos, incluso se ve muchísimo mejor que cualquiera de las series anteriores».
Will Harris de The A.V. Club le dio una A de calificación, considerando que nunca habrá otra serie de Scooby-Doo capaz de superar a Misterios S.A., apreciando sus referencias y la habilidad de sus guionistas, y afirmando: «Desde el principio, quedó claro que Misterios S.A. se proponía ser una serie destinada a realizar lo imposible: hacer que Scooby-Doo fuera genial otra vez. Estos personajes, que aparecieron por primera vez en una caricatura donde sus escenas de persecución eran coreografiadas con música de fondo y le quitaban máscaras de plástico a criminales rabiosos con ilusiones de grandeza, han llegado de pronto a un punto en el que Vilma habla sin parar de la teoría de cuerdas, sus aventuras se han vuelto trans-dimensionales y, válgame el cielo, toda la cosa es resuelta con la ayuda de Harlan Ellison que incluso se parodia a sí mismo. Y si no te he convencido aún, todo esto sucede en una temporada en la que se estableció que Dinamita fue construido por el padre de Jonny Quest, Martha Quinn (de MTV) apareció como dueña de una tienda de discos y trató de venderle a la pandilla un vinilo bootleg del álbum navideño de Scritti Politti, Fred y Daphne repitieron frases de Kirk y McCoy mientras la Máquina del Misterio volaba en mil pedazos y, santo Dios, un enano bailarín doblado por Michael J. Anderson llevó a la pandilla en un viaje a la Logia Negra de Twin Peaks. [...] Esta serie merece más seguidores: es ingeniosa, divertida y sí, increíblemente épica».
Sin embargo, el columnista comentó que la serie en principio no fue bien recibida y es generalmente infravalorada, en parte porque los viejos fanes de Scooby-Doo han sido decepcionados con series mediocres a lo largo de los años, provocando dudas sobre los "cambios" de los personajes y escenarios. Por ejemplo: el grupo casi siempre permanece dentro de los límites de su ciudad, aunque los viajes en noches oscuras en la Máquina del Misterio tienen incluso una presencia mayor. Mientras que anteriormente los chicos viajaban resolviendo misterios y se les agradecía por su trabajo, en esta serie sus padres y la policía no los apoyan ni entienden, aumentando el nivel de realismo al que algunos no podrían estar acostumbrados. La continuidad también fue calificada como un problema para aquellos televidentes que no siguen la historia de modo recurrente, perdiendo la conexión entre episodios.
Otro de los puntos de controversia entre algunos fanes está relacionado con el pueblo donde nació y vive la pandilla: Cueva Cristal, ubicado en California. En la serie Un cachorro llamado Scooby-Doo se dijo que la ciudad en la que vivía el grupo se llamaba Coolsville (Villa Genial en su traducción) y este dato, siendo el único que se conocía, fue popularizado entre los fanes, quienes olvidaron que dicho show fue creado por Tom Ruegger y ninguno de sus elementos fue ideado por Joe Ruby o Ken Spears. De hecho, según el material original, mientras desarrollaban ¿Scooby-Doo dónde estás?, Ruby y Spears establecieron que los chicos eran en verdad originarios de Laguna Beach (California). No obstante, se decidió no usar el nombre real de dicha ciudad para el programa y, en cambio, situar la acción en Crystal Cove, un pueblo turístico basado en el parque natural estadounidense del mismo nombre, ubicado cerca a Laguna Beach frente a las costas del Océano Pacífico.
Dos días antes del estreno, el mismo Tony Cervone disipó las dudas del público, aclarando que Cueva Cristal es la ciudad original de la pandilla: «En ¿Scooby-Doo, dónde estás? los chicos pudieron haber estado [conduciendo en la Máquina del Misterio] en cualquier lugar, o simplemente viajando por las afueras de Cueva Cristal. En los archivos originales dice que viven en Laguna Beach, California. Aunque no lo mencionemos exactamente, Cueva Cristal es una ciudad costera de California. Podría estar en cualquier parte, entre el Condado de San Diego y el sur del Condado de Orange». Por su parte, muchos revisionistas también defendieron la idea de Cueva Cristal como escenario permanente para el programa:

«Una idea como [la de] Cueva Cristal no es necesariamente mala, ya que obliga a los escritores a mostrar su creatividad y que así nos den las historias más interesantes que puedan. Cueva Cristal es una ciudad donde se respira una agradable mezcla entre los años 1960/70 y la cultura moderna, dando como resultado una atmósfera llena de nostalgia. El respeto por la serie original es evidente».
Racattack Junction Animation Site

La adición de romance tuvo una recepción favorable. Angelito Yambao Jr. de Gawker.com resaltó que el amor no afecta en nada a los clásicos elementos de la franquicia, considerando a la serie un «regreso a los días de gloria con un poquito de drama juvenil» para mantenerse fresca en tiempos modernos, y enmarcándola como una mezcla entre Scooby-Doo y One Tree Hill. La relación amorosa entre Shaggy y Vilma fue calificada como «un romance bastante divertido que nos ofrece mil oportunidades en el desarrollo de la trama»; aunque también generó cierta extrañeza, pese a que ambos personajes comparten estrecha cercanía en distintas reencarnaciones de Scooby-Doo (especialmente en la serie original) y a que muchas ediciones de los cómics de los años 70 los presentaban ya como pareja. Fueron estos cambios los que causaron que, inicialmente, parte de la audiencia que había visto las versiones anteriores recibiera esta serie de manera dudosa y hasta algo negativa, criticando aspectos como las tramas más elaboradas, la profundidad en los personajes, el carácter serio general de Vilma, el hecho de que la pandilla se quede en su ciudad cuyo nombre, antes casi nunca mencionado, solía ser "Coolsville", y no "Cristal Cove", en lugar de viajar, etc. No obstante, más tarde se convertiría en una de las favoritas gracias a que el programa transcurría con menor monotonía y mayor suspenso que los anteriores (que solían tener el mismo desenlace en cada episodio) ya que no solo se trataba de varios misterios separados sino que se incluyó un misterio constante que se iba descifrando a lo largo de la serie.
Scooby-Doo! Misterios S.A. es considerada «única en su género» por su continuidad, trama y respeto hacia el material de origen, factores que la hacen más notable e imaginativa que reencarnaciones anteriores, al punto que algunos revisionistas han llegado a afirmar que «esta podría ser la serie de Scooby-Doo con el potencial suficiente para eclipsar a todas las demás». Mike Cecchini de la revista digital Den of Geek opina que «Scooby-Doo! Misterios S.A. es la versión más inteligente, divertida y adulta de Scooby-Doo jamás vista en TV» y cita 10 razones por las que es necesario verla, mientras que Chris Mautner del diario The Patriot-News de Pensilvania destaca que la serie trasciende sus raíces por su suspenso, referencias, tratamiento de los protagonistas y trama compleja, factores que la ponen muy por encima del resto de caricaturas actuales. Recuperando a los personajes originales en una secuela de la primera serie, Misterios S.A. preserva el legado de la franquicia, rescatando la esencia que le dio éxito al Scooby-Doo clásico, pero añadiendo humor autoparódico y una historia cohesiva y balanceada. Por ello, los protagonistas crecen y van definiéndose a lo largo del show, adquiriendo mayor profundidad y realismo, gracias a los conflictos que deben enfrentar. ahora los personajes van a la escuela, tienen problemas familiares y amorosos y ya no son tan libres como lo eran antes, pasando de ser meros estereotipos a personas reales con significado para sus acciones, pero manteniendo sus personalidades intactas. Otro factor elogiado por algunos revisionistas es la habilidad que posee el show de autocriticar elementos tradicionales de Scooby-Doo y abrazar su pasado al mismo tiempo. Asimismo, en sus reseñas del programa, críticos televisivos y fanáticos de la franquicia coinciden en afirmar que ninguna serie de Scooby-Doo que se haya producido o se produzca en el futuro logrará alcanzar los estándares de calidad y los «niveles épicos» logrados en Misterios S.A.
En conclusión, la crítica ha catalogado a Misterios S.A. como «la mejor reencarnación de Scooby-Doo de todos los tiempos», agregando que esta serie «no sólo le hace justicia a la calidad de la original, si no que la supera».

### Premios y nominaciones
| Año  | Premio                                 | Categoría           | Nominado                         | Resultado |
| ---- | -------------------------------------- | ------------------- | -------------------------------- | --------- |
| 2011 | Nickelodeon's Kids' Choice Awards 2011 | Caricatura Favorita | Scooby-Doo! Mystery Incorporated | Nominado  |
| 2012 | Nickelodeon's Kids Choice Awards 2012  | Caricatura Favorita | Scooby-Doo! Mystery Incorporated | Nominado  |

## Comercialización

### Videojuegos
La compañía uruguaya Powerful Robot Games, responsable de la creación de diversos contenidos digitales para Cartoon Network y otras cadenas televisivas, desarrolló una serie de videojuegos en línea llamada Scooby-Doo! Mystery Incorporated: Crystal Cove Online, distribuido por Cartoon Network.com. Durante la emisión de la primera temporada, el videojuego presentó un nuevo misterio cada semana, basado en el capítulo que se había transmitido en televisión. En los videojuegos, el jugador toma control de Shaggy y Scooby, mientras ambos exploran Cueva Cristal resolviendo misterios, recolectando Scooby-galletas y ayudando a otros ciudadanos junto a Vilma, Daphne y Fred. Hay 52 pedestales para cada monstruo, aunque solo se produjeron 26 capítulos del juego, debido al cierre de Powerful Robot Games' en 2012. En América Latina, Cartoon Network distribuyó contenido del show para Telefonía móvil incluyendo videos, fondos de pantalla, ringtones, salvapantallas y una serie de juegos para celular.

### Lanzamiento en DVD
La distribuidora Warner Home Video lanzó al mercado la serie completa en formato DVD dividida en volúmenes y en cajas de temporadas. La serie fue lanzada inicialmente en volúmenes (hasta el momento, esta es la única edición multi-región de la serie lanzada internacionalmente) y luego reagrupada en dos cajas recopilatorias cada una con 26 capítulos. Adicionalmente, ambas temporadas están disponibles en el servicio de streaming HBO Max.
Todas las ediciones de la serie conservan la resolución de imagen en pantalla panorámica (16:9), no incluyen extras especiales y están disponibles en inglés, francés, portugués y español neutro con subtítulos. Según declararon los productores en la Comic-Con 2011, Warner Home Entertainment aún no tiene planes de lanzar la serie en formato Blu-Ray.

#### Edición en volúmenes
| Nombre original del DVD                                                | N.º de Episodios | Fecha de lanzamiento (región 1) | Lanzamiento (región 2)  | Lanzamiento (región 4)  |
| ---------------------------------------------------------------------- | ---------------- | ------------------------------- | ----------------------- | ----------------------- |
| Scooby-Doo! Mystery Incorporated: Season 1, Volume 1                   | 4                | 25 de enero de 2011             | 29 de agosto de 2011    | 9 de junio de 2011      |
| Scooby-Doo! Mystery Incorporated: Season 1, Volume 2                   | 4                | 10 de mayo de 2011              | 15 de noviembre de 2011 | 9 de junio de 2011      |
| Scooby-Doo! Mystery Incorporated: Season 1, Volume 3                   | 4                | 27 de septiembre de 2011        | 15 de noviembre de 2011 | 14 de octubre de 2011   |
| Scooby-Doo! Mystery Incorporated: Season 1, Part 2: Crystal Cove Curse | 14               | 24 de enero de 2012             | 24 de enero de 2012     | 15 de mayo de 2012      |
| Scooby-Doo! Mystery Incorporated: Season 2, Part 1: Danger in the Deep | 13               | 13 de noviembre de 2012         | 20 de noviembre de 2012 | 23 de enero de 2014     |
| Scooby-Doo! Mystery Incorporated: Season 2, Part 2: Spooky Stampede    | 13               | 18 de junio de 2013             | 2 de julio de 2013      | 13 de diciembre de 2013 |

#### Cajas recopilatorias
| Nombre original del DVD                                 | N.º de episodios | N.º de discos | Fecha original de lanzamiento |
| ------------------------------------------------------- | ---------------- | ------------- | ----------------------------- |
| Scooby-Doo! Mystery Incorporated: The complete season 1 | 26               | 4             | 8 de octubre de 2013          |
| Scooby-Doo! Mystery Incorporated: The Complete Season 2 | 26               | 4             | 7 de octubre de 2014          |

### Novelización
La editorial Scholastic, Inc. encargada de publicar novelizaciones de los distintos shows y películas de Scooby-Doo, realizó una adaptación literaria del episodio piloto del programa, titulada Scooby-Doo! Mystery Incorporated - Beware the Beast from Below. La historia fue escrita por Sonia Sander y la ilustración principal corrió a cargo de Scott Neely. El libro consta de 32 páginas, fue editado en formato de bolsillo (tapa dura; tapa blanda), y salió al mercado el 1 de julio de 2011.

### Juguetes
Un set de figuras de acción modeladas específicamente a partir del nuevo diseño de los personajes en Scooby-Doo! Misterios S.A., fue lanzado a inicios de 2011 por la compañía de juguetes británica Charter Limited. El set recibe el nombre de «Scooby-Doo Mystery Solving Crew», e incluye a los 5 protagonistas (Fred, Daphne, Vilma, Shaggy y Scooby-Doo) con partes y articulaciones móviles. Los personajes fueron rediseñados para asemejarse en apariencia a sus actualizadas contrapartes animadas del programa de Cartoon Network, a diferencia de un juego de figuras similar lanzado en el año 2000 por la misma compañía. Además, Duncans Toy Chest creó un escenario para los personajes ubicado en un faro de Cueva Cristal llamado Crystal Cove Frighthouse Lighthouse Playset, así como diversos rompecabezas. Los productos son distribuidos por la cadena de juguetes estadounidense Toys "R" Us.